# Aureilhan (Hautes-Pyrénées)
Aureilhan település Franciaországban, Hautes-Pyrénées megyében. Lakosainak száma 8033 fő (2022. január 1.). Aureilhan Bours, Boulin, Orleix, Sarrouilles, Séméac és Tarbes községekkel határos.

## Népesség
A település népességének változása:
| Lakosok száma | 7959 | 7831 | 8017 | 7745 | 7849 | 7864 | 7932 | 7982 | 8033 |
|               | 2013 | 2015 | 2016 | 2017 | 2018 | 2019 | 2020 | 2021 | 2022 |